# Всероссийский НИИ холодильной промышленности
Всероссийский научно-исследовательский институт холодильной промышленности (ВНИХИ) — научно-исследовательский институт в Москве.

## История

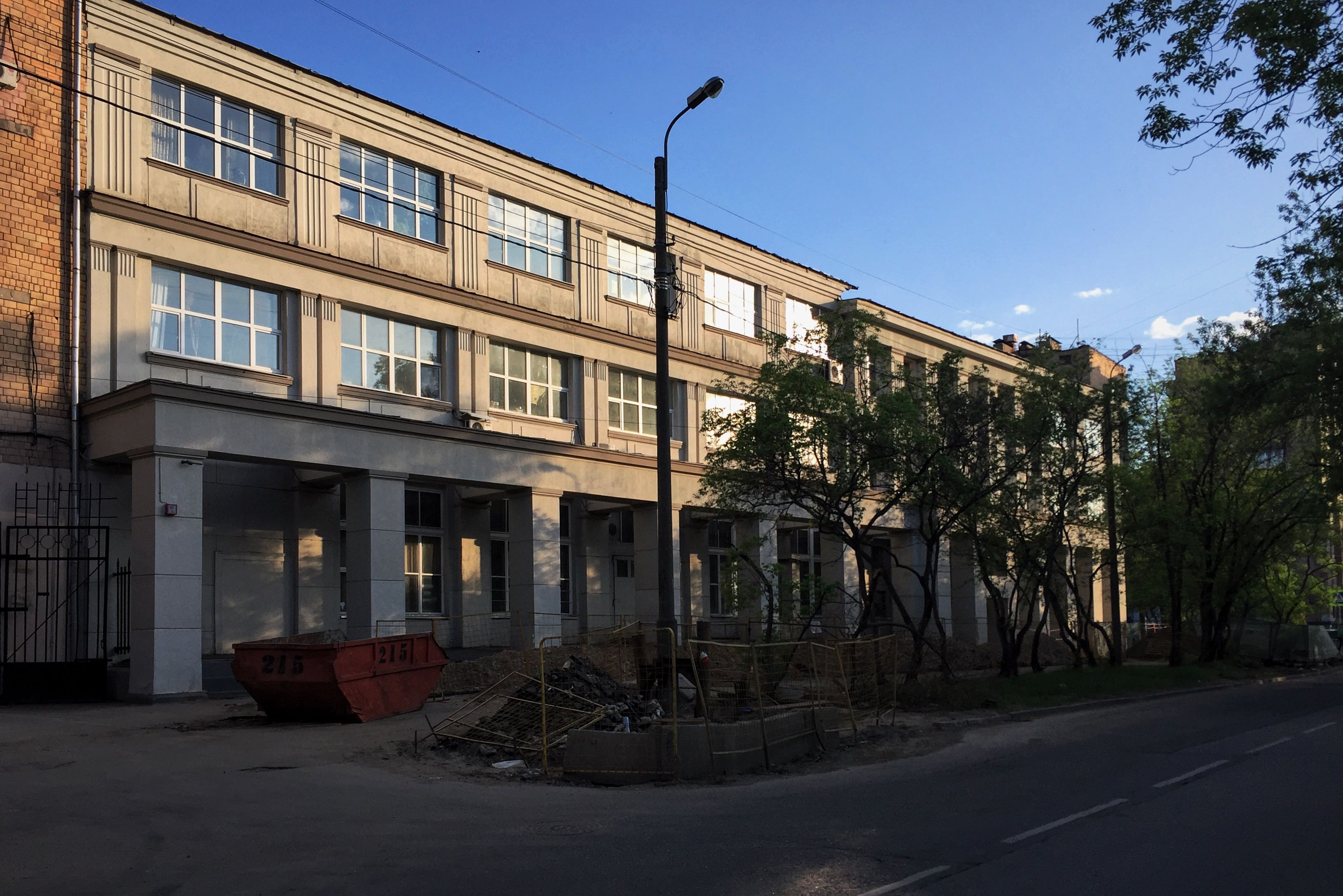
Лабораторный корпус ВНИИХИ, построенный в 1935 году

Создан в 1930 году. Первоначально назывался Всесоюзный научно-исследовательский холодильный институт.
На 1931 год состоял из 16 сотрудников, в 1935 году штат уже составил 188 человек.
В конце 1930—х годов коллектив института участвовал в проектировании и строительстве десяти цехов замораживания фруктовой продукции Главного управления холодильной промышленности и трёх крупных цехов на консервных заводах. Также был создан первый промышленный универсальный холодильный аппарат быстрой заморозки УСМА-1 производительностью около 0,5 т/сут. Он использовал мощные потоки воздуха для замораживания фруктов. Сотрудниками института впервые в России были созданы торговые холодильные шкафы и прилавки с холодильными машинами. Затем их производство было налажено на московском заводе «Красный факел». На основе промышленной технологии получения сухого льда, разработанной во ВНИХИ, в 1933 году был построен и приступил к работе первый завод сухого льда в Москве.
В годы Великой Отечественной войны институт обслуживал военную промышленность и население.
В послевоенные годы институт разрабатывал холодильные компрессоры, холодильные машины, технологические кондиционеры, теплообменную аппаратуру.
В 1970-х годах институт разрабатывал и усовершенствовал технологии производства замороженных готовых блюд и полуфабрикатов в промышленных масштабах.
С 2017 года институт стал филиалом Федерального государственного бюджетного научного учреждения «Федеральный научный центр пищевых систем имени В. М. Горбатого» Российской академии наук.

## Деятельность
Специализируется на комплексном научном обосновании и всесторонней разработке холодильных технологий для длительного хранения, транспортировки и розничной торговли продуктами питания. Также в нём детально изучаются различные аспекты влияния низких температур на сохранность промышленного сырья и продуктов сельского хозяйства, технология процессов обработки холодом и хранения замороженной продукции, способы повышения экономичности и снижения энергоёмкости, вопросы разработки теплонепроницаемых материалов. Является членом Международного института холода. С 2007 по 2012 годы сотрудниками института опубликовано 195 статей в журналах. В институте работают курсы повышения квалификации работников холодильной промышленности.

## Структура
В состав ВНИХИ входят 9 лабораторий, 4 отдела, административно-хозяйственная служба, административно-кадровые службы.